# Tambakreja (Lakbok)
Tambakreja is een bestuurslaag in het regentschap Ciamis van de provincie West-Java, Indonesië. Tambakreja telt 2600 inwoners (volkstelling 2010).